# Réduit du Bosmont
Le réduit du Bosmont, de son vrai nom ouvrage Amey, a été construit entre 1874 et 1877. C'est un ouvrage faisant partie des fortifications de l'Est de la France du type Séré de Rivières. Il fait partie intégrante de la place forte de Belfort. Il est situé dans la commune de Danjoutin.